# Coricancha

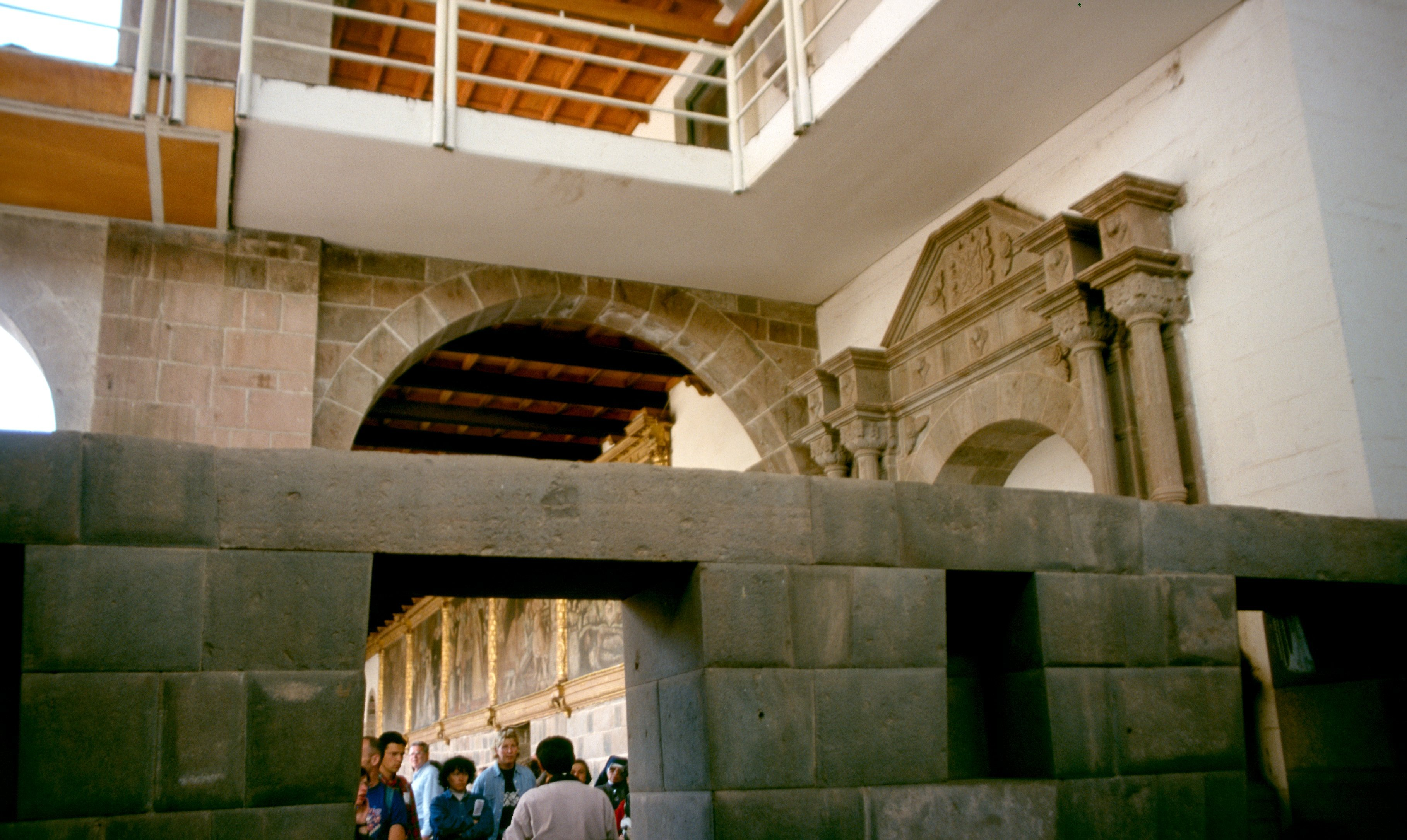
Arquiteturas sobrepostas de Coricancha e o Convento de Santo Domingo nos dias de hoje.

Coricancha, Qorikancha, Korikancha ou Qurikancha (em quéchua, Quri Kancha, "recinto de ouro" ou "templo dourado", originalmente Inti Kancha, "templo do sol"), em Cusco no Peru, é uma obra da arquitetura Inca e um dos mais importantes complexos arqueológicos sagrados daquele povo. 
Feito de pedras polidas e encaixes harmoniosos, Coricancha foi construído pelo imperador inca Pachacuti (em espanhol Pachacútec), assim como muitas outras edificações de seu mandato, por motivo de um vitória acometida contra os chankas por volta de 1438.
Destaca-se no complexo o Templo de Qorikancha ou Templo do Sol. Era um local sagrado de rituais e oferendas ao deus Sol, cultuado pelos Incas, nele habitava o sumo sacerdote (Willaq Umu) e só tinham autorização de ingressar o Inca (imperador), os sacerdotes e as virgens do sol. Suas paredes eram cobertas por folhas (lâminas) de ouro sólido e o adjacente foi preenchido com estátuas douradas. O Templo do Sol era também um observatório onde altos sacerdotes monitoravam atividades celestes. Além do Templo do Sol, havia outros espaços de adoração como o Templo da Lua, o Templo de Vênus e as Estrelas, o Templo Illapa ou Chuki Illapa (significa o mesmo que raios, relâmpagos e trovões), o Templo K'uychi (ou arco-íris) entre outros espaços.
Foi destruído pelos conquistadores espanhóis, mais precisamente pelos religiosos dominicanos que sobre ele erigiram o Convento e a Igreja de Santo Domingo. A construção levou um século para ser finalizada e uma, das muitas, edificações que os espanhóis aproveitaram do alicerce de pedras incas para erguerem edifícios coloniais. De forma interessante, o grande terremoto de 1950, destruiu a construção dos padres dominicanos e expôs o Templo do Sol, que resistiu firmemente ao terremoto, graças às técnicas incas de construção.
Esta teria sido a segunda vez que aquela construção dos dominicanos fora destruída, sendo que a primeira vez fora em 1650 quando a construção espanhola era bem diferente.